# Жовтий Бантик
Жовтий Бантик (рос. Желтый Бантик) — печера на Алтаї, Республіка Алтай, Росія.  Загальна протяжність — 820 м. Глибина печери — 125 м, амплітуда висот — 125 м; загальна площа — N/A м²; об'єм — N/A м³.  Печера відноситься до Східноалтайської області Алтайської провінції Алтай-Саянської спелеологічної країни. Кадастровий номер 5142/8716-1.